# روبورین آ
روبورین آ (به انگلیسی: Roburin A) با فرمول شیمیایی C۸۲H۵۰O۵۰ یک ترکیب شیمیایی است. که جرم مولی آن ۱۸۳۵٫۲۴ g/mol می‌باشد. 